# Phrynus aliciae
Espèce
Phrynus aliciae est une espèce d'amblypyges de la famille des Phrynidae.

## Distribution
Cette espèce est endémique d'Oaxaca au Mexique. Elle se rencontre vers San Miguel del Puerto et Santa María Colotepec.

## Description
La femelle holotype mesure 18,9 mm.

## Étymologie
Cette espèce est nommée en l'honneur d'Alicia Joya Gómez.

## Publication originale
- Joya, 2021 : « Four new species of Phrynus, Lamarck (Arachnida: Amblypygi) from Mexico. » Zootaxa, no 4948(2), p. 151-183.